# Octavian Ursulescu
Octavian Ursulescu  (n. 17 iulie 1947, Câmpu Cetății, România) este un jurnalist român și moderator de televiziune, cronicar muzical, critic muzical și membru al Uniunii compozitorilor și muzicologilor din România și al Federației Internaționale de Jazz. A fost membru în biroul de conducere al Asociației Oamenilor de Teatru și Muzică și al Uniunii Criticilor Muzicali, Interpreților și Coregrafilor din România. Este inclus în Enciclopedia personalităților din România.

## Educație
Părinții lui Octavian Ursulescu, Adela (născută Gherman) și Ștefan Ursulescu, au avut amândoi profesia de inginer silvic. Primul lor copil, Florin-Silviu Ursulescu, s-a născut în 1945, iar Octavian în 1947.
A absolvit, în 1965, Liceul „Dimitrie Cantemir” din București, obținând Premiul II la Olimpiada națională de matematică, înmânat de către academicianul Grigore C. Moisil. În afara acestuia, a fost multiplu laureat la olimpiadele de limba română, fizică și istorie. În 1970 a absolvit Facultatea de Electrotehnică a Institutului Politehnic București.
În timpul liceului, a fost căpitanul echipei de baschet a liceului și campion național de juniori cu echipa Ș.S.E. nr. 2. Preocupările sportive au continuat și în timpul facultății, când  a jucat în divizia republicană secundă, la echipele Universitatea și ICHF (ICED), ambele din București. Tot în plan sportiv, a fost multiplu medaliat la Jocurile mondiale (Jocurile olimpice) ale mass-media în competițiile găzduite de Grecia, Canada, Turcia, Franța, Belgia, cucerind medalii, inclusiv de aur, la volei, baschet, fotbal, badminton, atletism, pétanque.

## Carieră
În anii studenției, a condus, împreună cu fratele său, Florin-Silviu Ursulescu, un „Pop-Club”, organizat în sălile „303” ale Universității Politehnice. În cadrul lui, a organizat și prezentat primul festival folk din România, unde au cântat Mircea Florian, Mircea Vintilă, Marcela Saftiuc și Doru Stănculescu în 1971.
Și-a început cariera de comentator muzical încă din liceu, în cotidianul Scînteia tineretului. Din 1965 a semnat articole în publicațiile: Contemporanul (rubrică permanentă de muzică ușoară), Libertatea, Tineretul Liber, Azi, Flacăra, Cinema, Muzica, Melos, România literară, Tribuna, Ramuri, Astra, Tomis, Femeia, Ecran Magazin, Dobrogea nouă, Litoral, Universul timpului liber, Vacanțe în România (editată în cinci limbi de circulație internațională), Liceenii, Ifjúmunkás, Joborat, Neuer Weg, Cronica Română, precum și în almanahurile anuale Scânteia Tineretului, BTT, Tribuna, Ramuri, Flacăra, Magazin, Anticipația, Femeia, Realitatea ilustrată.
Din 1990 este redactor la revista Actualitatea Muzicală, revistă a Uniunii Compozitorilor și Muzicologilor din România.
După 1990 și-a continuat activitatea publlicistică în domeniul muzical în Melos, Tineretul liber, Libertatea, Universul timpului liber, Ultima oră, Liceenii, Ecran Magazin, Azi, Cronica română, Unica, Femeia modernă, Dialog, Noul cinema, Jurnalul național, Doina, Viața fără secrete. A fost corespondent pentru România al revistelor Billboard (SUA), Music Week, Jazz Journal International (Marea Britanie), Melodie (Cehoslovacia), Jazz Forum (oficiosul Federației Internaționale de Jazz).
A scris cărți biografice despre Marina Voica (Marina Voica. Drum spre legendă), Titus Munteanu (Titus Munteanu. Un lord al micului ecran), iar în colecția ”Patrimoniu cultural românesc” a Bibliotecii Metropolitane București a semnat trei cărți consacrate unor compozitori români: Temistocle Popa, Paul Urmuzescu și Titel Popovici. Volumul intitulat Amara 50 - istorie și legendă a fost premiat de Uniunea Compozitorilor și Muzicologilor din România și dedicat jubilelului celui mai longeviv festival de muzică ușoară din România. Pe lângă acestea, Octavian Ursulescu a colaborat la editarea primelor trei volume din Dicționarul Enciclopedic, apărute la Editura Enciclopedică între anii 1993-1999.
A colaborat cu Casa Electrecord unde a semnat note de copertă la albumele formației Phoenix, la LP-urile antologiei Formații de muzică pop românești și la albumele lui Aurelian Andreescu, Progresiv TM, Marina Voica, Mircea Florian, Marcela Saftiuc, Cornel Constantiniu, Frank Sinatra, Iva Zanicchi. Începând din 2010, colaborează la albumele de muzică ușoară ale casei de discuri Eurostar, atât cu note de copertă, cât și ca prezentator al evenimentelor de lansare ale acestora, la magazinul „Muzica” din București: Eugen Doga, Zsolt Kerestely, Marius Țeicu, Mircea Drăgan, Dumitru Lupu, Virgil Popescu, Mihai Constantinescu, Marian Nistor, Margareta Pâslaru, Marina Voica, Mirabela Dauer, Angela Similea, Corina Chiriac, Dan Spătaru, Cornel Constantiniu, Anastasia Lazariuc, Silvia Dumitrescu, Oana Sârbu, Gabriel Cotabiță, Paul Surugiu Fuego, Sanda Ladoși, Cătălin Crișan, Natalia Guberna, Marina Florea, Viorela Filip, Savoy, Alexandra Canareica.
A fost consultant muzical pentru realizarea filmului The Autobiography of Nicolae Ceușescu din 2010. În 2015 a apărut în șase episoade din serialul de televiziune Cheia Sol, în rolul inspectorului șef Rădulescu, iar în 2016 în trei episoade din serialul Moștenirea Oliviei, în rolul directorului de teatru, ambele producții în regia și după un scenariu de Carmen Fulger.
A prezentat Concertul aniversar „Dialogurile Dragostei”, organizat pentru a-l celebra pe Eugen Doga, în 2017 la Botoșani și la Iași. Un alt eveniment artistic dedicat compozitorului Eugen Doga a fost prezentat de Octavian Ursulescu în 2024, la Biblioteca Metropolitană București.
A făcut parte din comitetul de realizare a Monumentului Artiștilor Muzicii Românești, amplasat în fața sediului Inspectoratului Muzicilor Militare din București.
Octavian Ursulescu a moderat la Biblioteca Județeană „I. A. Bassarabescu” Giurgiu lansarea volumului Reconstituiri cu Ileana Popovici, autor Radmila Popovici, în 2022, în 2023 lansarea volumului Veceslav Harnaj 1917-2017, autor Ileana Popovici, iar în 2024 lansarea volumului de versuri în ediție bilingvă al Cameliei Florescu, volume publicate în Colecția Biblioteca Giurgiuveană.

### Prezentator de festivaluri
Începând din anul 1983 a prezentat 13 ediții ale Festivalului de la Mamaia. Din 1980 până în 1988 a prezentat Festivalul „Melodii” de la București. Tot înainte de 1989, a prezentat manifestări muzicale precum Festivalul cântecului politic pentru tineret, Concursul cântecului de dans pentru tineret, Festivalul cântecului ostășesc, Gala Artei Tinere, Festivalul Rock de la Costinești, Festivalul Pop „Club A”.
A prezentat primul festival internațional de muzică ușoară din București, intitulat „București 91”, la Sala Palatului. A prezentat de la înființare și continuă să prezinte Festivalul Internațional „George Grigoriu” de la Brăila. De asemenea, a prezentat, până la întreruperea sa, Festivalul Internațional „Dan Spătaru” de la Medgidia.
A prezentat de 24 de ori cel mai longeviv festival de muzică ușoară din România, „Trofeul Tinereții” de la Amara, și prima ediție a Festivalului Național de Creație și Interpretare Mamaia Copiilor. Din 2014, prezintă Festivalul Național de Romanțe Crizantema de Aur de la Târgoviște, ajuns la a 55-a ediție în 2022.
A coordonat și prezentat la Sala Palatului spectacole omagiale închinate unor artiști precum: Draga Olteanu Matei, Jean Constantin, Marina Voica, Alexandru Arșinel, Vasile Muraru, Mihai Constantinescu, Zsolt Kerestely, Mădălina Manole, Dan Spătaru, Silvia Dumitrescu.
A participat la festivaluri internaționale organizate la Praga, Varșovia, Weimar, Berlinul de Est, Poznań, Ostrava,Gottwaldow, Sopot, Děčín, Bratislava, iar după 1989 la Sanremo, Haga și Nürnberg.
A prezentat pe scenă concerte ale unor vedete internaționale: Julio Iglesias, Samantha Fox, Gloria Gaynor, Al Bano și Romina Power, Alphaville, Sandra, Gibson Brothers, Zdob și Zdub, La Bouche, In-Grid, Sash!, Boney M., Opus, Cappella, Bad Boys Blue, Ottawan, Kaoma, Ricchi e poveri, BZN, Goombay Dance Band, Middle of the Road, Suzy Quatro, José Feliciano, Jacques Hustin, Fire of Anatolia, Eruption, Bob Geldof and Boomtown Rats, Precious Wilson, Omega, Toto Cutugno, Lili Ivanova, Locomotiv GT, Vasil Naidenov, Frații Arghirov, Los del Rio, Frank Schöbel, Mauro, Jimmy Curt, Saragossa Band, Thérèse Steinmetz, Annalisa Minetti.
Până în 1989 a prezentat concursul „Muncă, tinerețe, frumusețe”, cu finala la Costinești, iar după 1990 mai multe concursuri de frumusețe din țară: Miss România, Top Model România, Miss International Peace, Miss Litoral. A prezentat la Chișinău concursurile Miss Moldova și Top Model Moldova, dar și cele mai importante concursuri de dans sportiv, fiind specializat în acest domeniu.
Prezintă de 8 ani la Zlatna, Festivalul național de romanțe „Te-aștept pe-același drum”. Alte festivaluri prezentate includ: „Ghiocelul de aur” (Alexandria), „Glasul speranțelor” (Techirghiol), „Stelele cetății” (Deva), „Mărțișorul de aur” (Botoșani, Dorohoi), „Corabia de aur” (Corabia), „Steaua Prahovei” (Ploiești), „Suflet de stea” (Aleșd), „Ion Vasilescu” (Craiova), „Fulg de nea” (Brașov).
A colaborat cu Alexandru Jula, atât în turnee în țară, cât și ca prezentator al galelor lunare „Alexandru Jula și prietenii” la Teatrul Muzical ”Nae Leonard” din Galați.

### Prezentator de emisiuni de radio și de televiziune
A debutat la Radio România, în 1966, în emisiunea Metronom a lui Cornel Chiriac, după care, până în 1990, a fost realizator și prezentator al emisiunilor radiofonice Radiorecording, De la 1 la 5, Estrada duminicală, Noaptea șlagărului românesc, Radiodiscorama, De la 3 la 7 și a colaborat la diverse emisiuni, precum Meloritm sau Jazz Forum, dar și la alte redacții, inclusiv la programe pentru străinătate. A realizat și prezentat emisiuni la Radio Iași și Radio Timișoara. 
La sfârșitul anilor 1970 a început colaborarea cu Titus Munteanu și împreună au realizat emisiunea de televiziune Meridianele cântecului. A debutat pe micul ecran în emisiunea Tele-Top. Alte emisiuni și spectacole de varietăți prezentate la televiziune au fost: Șlagăre în devenire, Steaua fără nume, Top TV, Portret în oglindă, Pop-rock Show. De asemenea, a realizat si prezentat la postul de televiziune Senso un serial dedicat dansului sportiv, în care a detaliat și explicat regulile acestui sport, pentru a deveni accesibile publicului.

## Distincții
| AN   | RECUNOAȘTERE |
| ---- | --- |
| 2000 | Premiul special pe anul 2000 din partea Forumului Muzical Român - Fundația „Oedip”, conferit de Ludovic Spiess și Smaranda Oțeanu Bunea                                                                                                |
| 2002 | Premiul național al revistei România Mare, conferit de Corneliu Vadim Tudor |
| 2011 | Trofeul ”Cel mai bun prezentator” - Gala OVO Music |
| 2012 | Trofeul „Seara vocilor de aur” - Gala OVO Music |
| 2013 | Diploma „Promotor al muzicii românești” - Gala OVO Music |
| 2015 | Medalie și Emblema de merit partener pentru Apărare clasa I, conferită de Ministrul Apărării Naționale, Mihnea Ioan Motoc |
| 2016 | Diplomă de onoare din partea ”Art by Fuego - Artă pentru suflet”, acordată de Paul Surugiu-Fuego |
| 2017 | Distincție de onoare din partea Consiliului Județean Ialomița |
| 2017 | Premiul Uniunii Compozitorilor și Muzicologilor din România |
| 2017 | Diploma jubiliară la cea de-a 50-a ediție a Festivalului internațional al romanței „Crizantema de aur” de la Târgoviște |
| 2018 | Diplomă de excelență din partea Instituțiilor de cultură din Armata României, pentru evenimentele artistice realizate la Cercul Militar Național, dedicate artiștilor Dan Spătaru, Marina Voica, Zsolt Kerestely, Alesis, Dumitru Lupu |
| 2018 | Trofeul Primăriei Capitalei pentru Excelență în domeniul Artelor |
| 2018 | Plachete și diplome de excelență din partea Centrului pentru seniori al municipiului București |
| 2019 | Diplomă de excelență din partea Consiliului județean Brăila |
| 2021 | Diplomă de excelență din partea Consiliului județean Brăila |
| 2022 | Diplomă de Excelență „Suflet de romanță”, Târgoviște |
| 2022 | Medalia de aur a orașului Câmpulung-Muscel |
| 2023 | Plachetă onorifică - Asociația Institutul pentru Îmbătrânire Activă |
| 2023 | Diploma de excelență din partea Primăriei comunei Chiajna |